# Marinetransporter 1. Klasse
Der Marinetransporter 1. Klasse (japanisch 一等輸送 1-tō Yusōkan, deutsch ‚1. Klasse Transporter‘) war eine Klasse von 21 Landungsschiffen der Kaiserlich Japanischen Marine, welche im Zweiten Weltkrieg zum Einsatz kamen. Die japanische Marine bezeichnete die Schiffe auch als Transporter Nr.1-Klasse (japanisch 第一号型輸送艦 Dai 1 Gō-gata Yusōkan).

## Geschichte

### Entwicklungsgeschichte
Ende des Jahres 1942 ging die Initiative im Pazifikkrieg von Japan auf die Alliierten über. Im Rahmen der Schlacht um Guadalcanal versuchte die japanische Marine, die auf der Insel eingesetzten Truppen zu versorgen (Tokyo Express). Dies gelang nur in Maßen, da weniger als ein Drittel der Versorgungsgüter ankamen. Von August 1942 bis März 1943 verlor die Kaiserlich Japanische Marine in diesem Seegebiet 41 Kriegsschiffe darunter 21 Zerstörer, welche oft im Rahmen des Tokyo Express als schnelle Transporter eingesetzt wurden.
Am 22. April 1943 wurde von Admiralstab dem Marineministerium ein Dokument vorgelegt, das auch den Bau von 32 schnellen Transportschiffen mit folgenden Anforderungen stellte:
- Verdrängung 1.250 ts,
- Antrieb durch 2 Dampfkessel mit einem Turbinensatz auf Einzelwelle,
- Geschwindigkeit bis 23 Knoten,
- Reichweite 3.500 Seemeilen bei 18 Knoten,
- Ladungskapazität zwei Daihatsu-Landungsboote und 200 Tonnen Fracht und
- Bewaffnung zwei 12,7- oder 12-cm-flugabwehrfähige Geschütze, neun 2,5-cm-Flak und 36 Wasserbomben.

Dies resultierte aus der Absicht, ein Schiff basierend auf den Zerstörern der Matsu-Klasse mit nur einer Maschine auszustatten und den Raum der entfallenen Dampfkessel und Turbinen als Frachtraum zu verwenden. Ebenfalls sollte die Bewaffnung reduziert und das Achterschiff zu Wasserlinie abgeschrägt werden, um dort Landungsboote transportieren und aussetzen zu können. Die Technische Abteilung des Marineministerium erkannte, dass das gewünschte Fahrzeug die Anforderungen, vor allem die schnelle Fertigung in Sektionsbauweise, nicht erfüllen können würde. Da U-jagdfähige Schiffe aber als notwendig zur weiteren Kriegsführung erkannt worden waren, war es einfach, den Admiralstab und das Ministerium zu überzeugen diese Absicht aufzugeben und einen neuen Schiffstyp zu entwickeln. Dieser sollte nicht nur Versorgungsgüter zu Inselgarnisonen unter feindlicher Luftherrschaft bringen können, sondern auch für Schläge gegen feindliche Stützpunkte mittels Schwimmpanzern eingesetzt werden.

### Bau
Im Oktober 1943 wurden 46 Einheiten mit den Baunummern 2901 bis 2946 geordert. Von diesen wurde das Typschiff der Klasse am 5. November 1943 bei Mitsubishi in Yokohama auf Kiel gelegt und am 10. Mai 1944 fertiggestellt. Neben Mitsubishi, die sechs Schiffe bauten, wurden bis Juli 1945 weitere 15 Einheiten durch die Marinewerft in Kure in Sektionsbauweise gefertigt. Eine weitere Einheit blieb unvollständig und weitere Sektionen waren bei Baustopp im Mai 1945 fertiggestellt oder im Bau.

## Liste der Schiffe
| Bau-Nr. | Bezeichnung                          | Bauwerft                          | Kiellegung                        | Stapellauf                        | Indienststellung                                                                            | Verbleib |
| --- | ------------------------------------ | --------------------------------- | --------------------------------- | --------------------------------- | ------------------------------------------------------------------------------------------- | --- |
| 2901 | Dai-1-Gō Yusōkan Transporter Nr. 1   | Mitsubishi, Yokohama              | 5. November 1943                  | 8. Februar 1944                   | 10. Mai 1944                                                                                | versenkt am 29. Juni 1944 durch Luftangriff, bei Palau                                                                                            |
| 2902 | Dai-2-Gō Yusōkan Transporter Nr. 2   | Mitsubishi, Yokohama              | 10. Februar 1944                  | 6. Mai 1944                       | 25. Juni 1944                                                                               | versenkt am 5. August 1944 durch Luftangriff, bei Chichi-jima                                                                                     |
| 2903 | Dai-3-Gō Yusōkan Transporter Nr. 3   | Marinewerft Kure                  | 1. Februar 1944                   | 20. März 1944                     | 29. Juni 1944                                                                               | versenkt am 15. September 1944 durch amerikanisches U-Boot USS Guavina, bei Mindanao                                                              |
| 2904 | Dai-4-Gō Yusōkan Transporter Nr. 4   | Marinewerft Kure                  | 1. Februar 1944                   | 20. März 1944                     | 15. Juni 1944                                                                               | versenkt am 4. August 1944 durch Luftangriff, bei Chichi-jima                                                                                     |
| 2905 | Dai-5-Gō Yusōkan Transporter Nr. 5   | Marinewerft Kure                  | 22. März 1944                     | 25. Mai 1944                      | 5. August 1944                                                                              | versenkt am 14. September 1944 durch Luftangriff, bei Davao                                                                                       |
| 2906 | Dai-6-Gō Yusōkan Transporter Nr. 6   | Marinewerft Kure                  | 22. März 1944                     | 25. Mai 1944                      | 19. August 1944                                                                             | versenkt am 25. November 1944 durch Luftangriff, bei Marinduque                                                                                   |
| 2907 | Dai-7-Gō Yusōkan Transporter Nr. 7   | Mitsubishi, Yokohama              | 1. April 1944                     | 3. Juli 1944                      | 15. September 1944                                                                          | versenkt am 27. Dezember 1944 durch amerikanische Zerstörer, östlich von Iwojima                                                                  |
| 2908 | Dai-8-Gō Yusōkan Transporter Nr. 8   | Mitsubishi, Yokohama              | 8. Mai 1944                       | 11. August 1944                   | 13. September 1944                                                                          | versenkt am 24. Dezember 1944 durch amerikanischen Zerstörer USS Case, südwestlich von Chichi-jima                                                |
| 2909 | Dai-9-Gō Yusōkan Transporter Nr. 9   | Marinewerft Kure                  | 28. Mai 1944                      | 15. Juli 1944                     | 20. September 1944                                                                          | Außerdienststellung 15. September 1945, Kriegsbeute USA 1947, Abgewrackt vom 26. Juni 1948 bis 1. Oktober 1948                                    |
| 2910 | Dai-10-Gō Yusōkan Transporter Nr. 10 | Marinewerft Kure                  | 28. Mai 1944                      | 15. Juli 1944                     | 25. September 1944                                                                          | versenkt am 25. November 1944 durch Luftangriff, bei Marinduque                                                                                   |
| 2911 | Dai-11-Gō Yusōkan Transporter Nr. 11 | Marinewerft Kure                  | 18. Juli 1944                     | 25. August 1944                   | 5. November 1944                                                                            | schwer beschädigt am 7. Dezember 1944 durch Luftangriff, später in flachen Wasser der Ormoc-Bucht gesunken                                        |
| 2912 | Dai-12-Gō Yusōkan Transporter Nr. 12 | Marinewerft Kure                  | 18. Juli 1944                     | 25. August 1944                   | 11. November 1944                                                                           | versenkt am 12. Dezember 1944 durch amerikanisches U-Boot USS Pintado, südöstlich von Kaohsiung                                                   |
| 2913 | Dai-13-Gō Yusōkan Transporter Nr. 13 | Mitsubishi, Yokohama              | 5. Juli 1944                      | 30. September 1944                | 1. November 1944                                                                            | Außerdienststellung 20. November 1945, Kriegsbeute Sowjetunion am 8. August 1947                                                                  |
| 2914 | Dai-14-Gō Yusōkan Transporter Nr. 14 | Marinewerft Kure                  | 28. August 1944                   | 24. Oktober 1944                  | 18. Dezember 1944                                                                           | versenkt am 15. Januar 1945 durch Luftangriff, in der Nähe von Kaohsiung                                                                          |
| 2915 | Dai-15-Gō Yusōkan Transporter Nr. 15 | Marinewerft Kure                  | 28. August 1944                   | 24. Oktober 1944                  | 20. Dezember 1944                                                                           | versenkt am 17. Januar 1945 durch amerikanisches U-Boot USS Tautog, nördlich von Amami-Ōshima                                                     |
| 2916 | Dai-16-Gō Yusōkan Transporter Nr. 16 | Mitsubishi, Yokohama              | 12. August 1944                   | 10. Oktober 1944                  | 31. Dezember 1944                                                                           | Außerdienststellung 15. September 1945, Kriegsbeute Republik China am 29. August 1947: Umbenennung in Wu Yi (Außerdienststellung 1. Februar 1950) |
| 2917 | Dai-17-Gō Yusōkan Transporter Nr. 17 | Marinewerft Kure                  | 27. Oktober 1944                  | 30. Dezember 1944                 | 8. Februar 1945                                                                             | versenkt am 2. April 1945 durch amerikanischen Luftangriff, im Ostchinesischen Meer                                                               |
| 2918 | Dai-18-Gō Yusōkan Transporter Nr. 18 | Marinewerft Kure                  | 27. Oktober 1944                  | 30. Dezember 1944                 | 12. Februar 1945                                                                            | versenkt am 18. März 1945 durch amerikanisches U-Boot USS Springer, in der Nähe von Nago                                                          |
| 2919 | Dai-19-Gō Yusōkan Transporter Nr. 19 | Marinewerft Kure                  | 4. Januar 1945                    | 24. Februar 1945                  | 16. Mai 1945                                                                                | Außerdienststellung 15. Oktober 1945. Kriegsbeute Großbritannien am 20. November 1947, Abgewrackt zwischen Oktober und Dezember 1948              |
| 2920 | Dai-20-Gō Yusōkan Transporter Nr. 20 | Marinewerft Kure                  | 4. Januar 1945                    | 24. Februar 1945                  | 23. April 1945                                                                              | Außerdienststellung 15. Oktober 1945, Grundberührung bei den Penghu-Inseln am 15. September 1946 und später abgewrackt                            |
| 2921 | Dai-21-Gō Yusōkan Transporter Nr. 21 | Marinewerft Kure                  | 27. Februar 1945                  | 25. April 1945                    | 15. Juli 1945                                                                               | versenkt am 10. August 1945 durch Luftangriff, bei Tsuwajima                                                                                      |
| 2922 | Dai-22-Gō Yusōkan Transporter Nr. 22 | Marinewerft Kure                  | 27. Februar 1945                  | 25. April 1945                    | Bau am 23. Juni 1945 abgebrochen (zu 80 % fertiggestellt) und Rumpf im Juni 1948 abgewrackt | Bau am 23. Juni 1945 abgebrochen (zu 80 % fertiggestellt) und Rumpf im Juni 1948 abgewrackt                                                       |
| 2923 2924 2925 2926 2927 2928 2929 2930 2931 2932 2933 2934 2935 2936 2937 2938 2939 2940 2941 2942 2943 2944 2945 2946 | Bauaufträge im Mai 1945 storniert    | Bauaufträge im Mai 1945 storniert | Bauaufträge im Mai 1945 storniert | Bauaufträge im Mai 1945 storniert | Bauaufträge im Mai 1945 storniert                                                           | Bauaufträge im Mai 1945 storniert |

## Technische Beschreibung

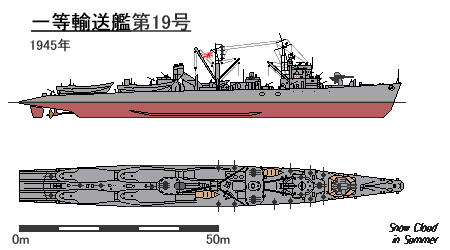
Aufstellung der Bewaffnung (1945)

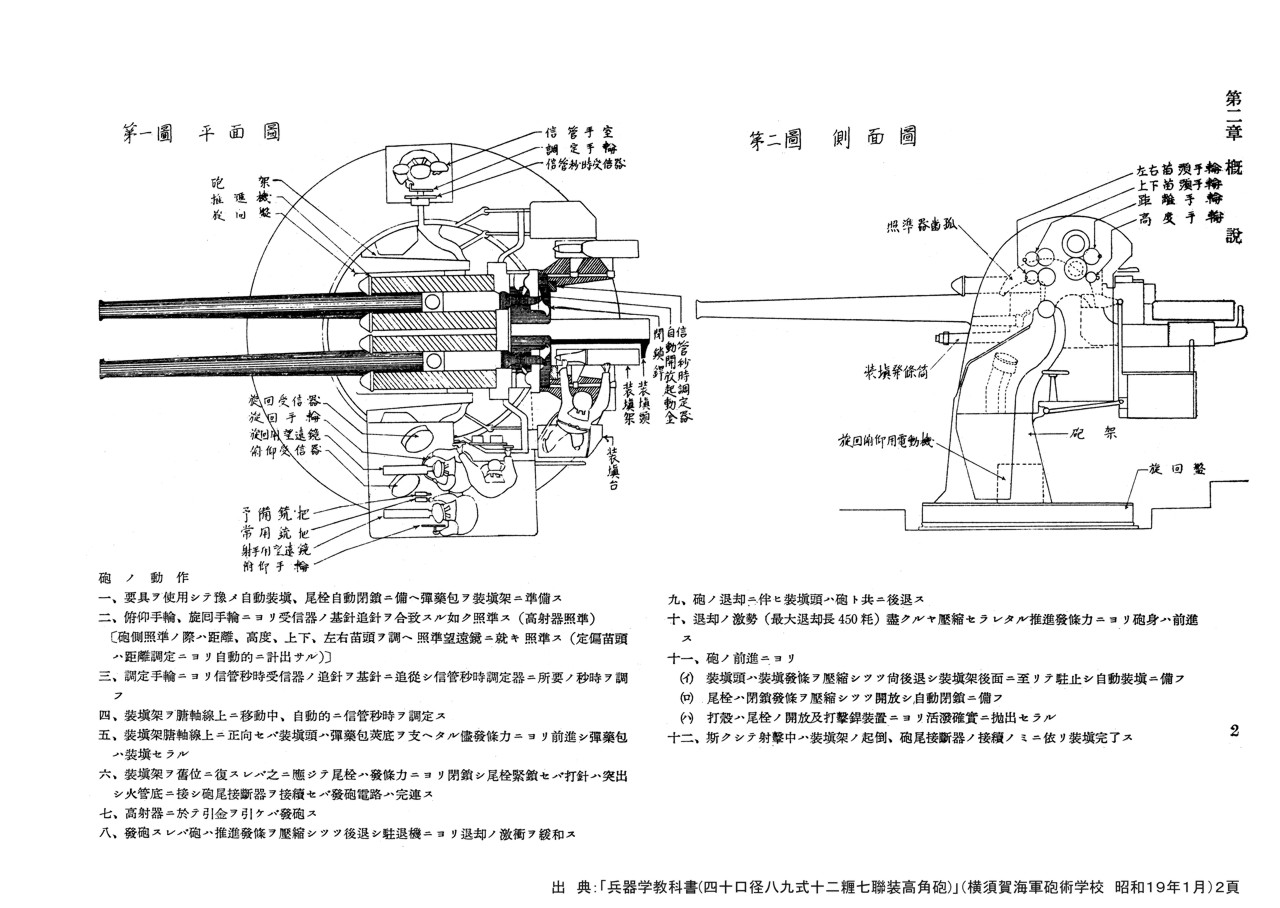
Zeichnung der Draufsicht und der Seitenansicht einer Typ-89-Zwillingslafette aus einem japanischen Ausbildungshandbuch von 1944, in der die Positionen der Geschützmannschaft dargestellt sind.

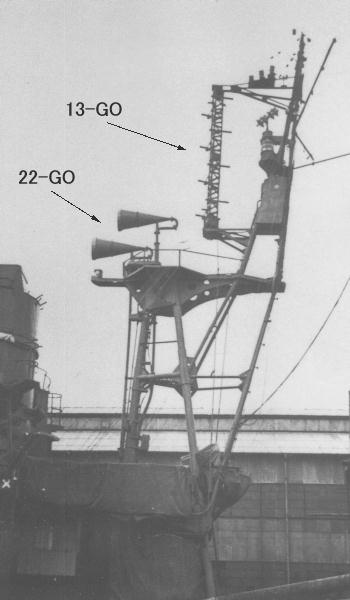
Radargeräte der Typen 22 und 13, hier im Hauptmast eines Zerstörers der Akizuki-Klasse.

### Rumpf
Der Rumpf war über alles 96 Meter lang, 10,2 Meter breit und hatte bei einer Einsatzverdrängung von 1.996 Tonnen einen Tiefgang von 3,8 Metern. Er verfügte über ein einzelnes 6,7 m² großes Balanceruder und war zum Heck hin geneigt um als Ablaufbahn für sperrigen Güter dienen zu können.

#### Frachtraum und -kapazität
Für den Transport von nicht sperrigen Gütern waren zwei Frachträume vorhanden mit einem Fassungsvermögen von 1.025 m³.
An Fracht konnten rund 300 Tonnen Material mitgeführt werden. Dies konnten sein: vier 14-m-Landunsgboote, sieben Schwimmpanzer Typ 2 Ka-Mi, zwei Kleinst-U-Boote Typ C, sechs bemannte Torpedos Kaiten Typ 1 oder 480 Mann Marineinfanterie.

#### Hebezeuge
Zum Verladen von Ersatzteilen, Nachschub und sonstigen Dingen waren verschiedene Hebezeuge vorhanden, welche über das Schiff verteilt waren. Dies waren ein 13-Tonnen-Derrickkran, welcher in Heckrichtung am achteren Mast installiert war und vier 5-Tonnen-Derricks, je zwei am Haupt- und achteren Mast. Des Weiteren vier dampfbetriebene 5-Tonnen-Hubmaschinen.

### Antrieb
Der Antrieb erfolgte durch zwei ölbefeuerte Dampferzeuger – Kampon-Kesseln des Yarrow-Typs, jeder in einem einzelnen Kesselraum untergebracht, welche bei 350°C einen Druck von 30 kg/cm² entwickelten – und einen Getriebeturbinensatz – bestehend aus einer Hochdruck- und Niederdruckturbine – mit denen eine Leistung von 9.500 PS (6.987 kW) erreicht wurde. Diese Leistung wurde an eine Welle mit einer Schraube abgegeben. Die Höchstgeschwindigkeit betrug 22 Knoten (41 km/h) und die maximale Fahrstrecke 3.700 Seemeilen (8.652 km) bei 18 Knoten, wofür 415 Tonnen Schweröl gebunkert werden konnten.
Zum Betrieb des Bordstromnetzes waren ein 135 kW Turbogenerator und ein 55 kW Dieselgenerator mit zusammen 190 kW Gesamtleistung vorhanden.

### Besatzung
Die Besatzung hatte eine Stärke von 148 Mann.

### Bewaffnung

#### Schwere Flugabwehr
Die schwere Flugabwehrbewaffnung bestand aus zwei 12,7-cm-Geschützen des Typs 89 B-1 in Kaliberlänge 40 in einer Doppellafette, welche in Bootsmittellinie, vor dem Brückenaufbau aufgestellt war.
Die 12,7-cm-Geschütze erreichten eine Kadenz von rund 8 Schuss pro Minute und die maximale Reichweite betrug etwa 9,4 Kilometer bei 75° Rohrerhöhung. Die 24,5 Tonnen schwere Doppellafette (Typ A1 Model 1) war um 360° drehbar und hatte einen Höhenrichtbereich von −7° bis +75°.

#### Leichte Flugabwehr
Die geplante leichte Flugabwehrbewaffnung bestand aus neun 2,5-cm-Maschinenkanonen Typ 96 in drei Drillingslafetten. Zwei von diesen befanden sich auf der Scheinwerferplattform, beiderseits des Suchscheinwerfers und ein weiteres auf einer Plattform hinter dem Schornstein.  Die 2,5-cm-Maschinenkanonen verschossen im Einsatz rund 110 bis 120 Schuss pro Minute, die effektive Reichweite lag bei etwa 3 Kilometern bei 85° Rohrerhöhung. Die 1,8 Tonnen schwere Drillingsfafette war um 360° drehbar und hatte einen Höhenrichtbereich von −10° bis +85°.
Nach Indienststellung wurde die Bewaffnung um eine Doppellafette, auf einer Plattform vor der Brücke, und vier der Einzellafetten, auf dem achteren Oberdeck, verstärkt. Aber bedingt durch die starken alliierten Luftstreitkräfte kam es zu einer weiteren Verstärkung, welche ab 1945 aus sechsundzwanzig 2,5-cm-Maschinenkanonen (3 Drillings-, 1 Zwillings- und 15 Einzellafetten) und weiteren fünf 13,2-mm-Maschinengewehren Typ 93 bestand.

#### U-Jagdausrüstung
Zur U-Jagd verfügten die Schiffe über zwei Wasserbombenwerfer Typ 2 mit 38 Wasserbomben. Später wurden auf Grund der gestiegenen U-Bootgefahr weitere vier Ablaufschienen installiert und der Bestand an Wasserbomben auf 50 Stück erhöht.

### Feuerleitanlagen und Sensoren

#### Feuerleitanlage
Zur Feuerleitung stand ein Schnittbildentfernungsmesser mit Basislänge 2-Meter Typ 97 auf dem Brückenaufbau zur Verfügung. Des Weiteren war ein 75-cm-Suchscheinwerfer Typ 4 – auf Plattformen zwischen Brückenaufbau und achterem Mast – vorhanden.

#### Radar
Die Ausstattung mit Funkmesstechnik (Radar) bestand aus einem Typ 22 Radargerät. Dieses zur Seeraumüberwachung und Feuerleitung fähige System, welches aus einem Doppelhorn – eines zum Senden und eines zum Empfangen – bestand, war im Hauptmast hinter der Brücke verbaut. Es arbeitete mit einer Wellenlänge von 10 cm und hatte eine Sendeleistung von 2 kW.
Ab 1945 wurde zur Luftraumüberwachung ein Gerät des Typ 13 eingerüstet, welches über eine lange Leiterantenne verfügte, die auf dem achteren Mast montiert war. Dieses Radargerät konnte eine Gruppe von Flugzeug in bis zu 100 Kilometer und ein einzelnes Flugzeug in bis zu 50 Kilometer orten. Es arbeitete mit einer Wellenlänge von 100 cm und hatte eine Sendeleistung von 10 kW.

#### Sonar
Zur Suche nach U-Booten war ein Echoortungssystem des Typs 93 und ein Hydrophon-Set vom Typ 93 Modell 2A eingerüstet.